# Бояновка (Ровненская область)
Бояновка (укр. Боянівка) — село в Александрийской сельской общине Ровненского района Ровненской области Украины.
Население по переписи 2001 года составляло 111 человек. Почтовый индекс — 35322. Телефонный код — 362. Код КОАТУУ — 5624684703.